# Pietà (Annibale Carracci)
La Pietà è un dipinto di Annibale Carracci, conservato nel Museo nazionale di Capodimonte. Si tratta di una delle tante prove - e verosimilmente la più alta - dedicate dal pittore bolognese a questo tema.

## Storia

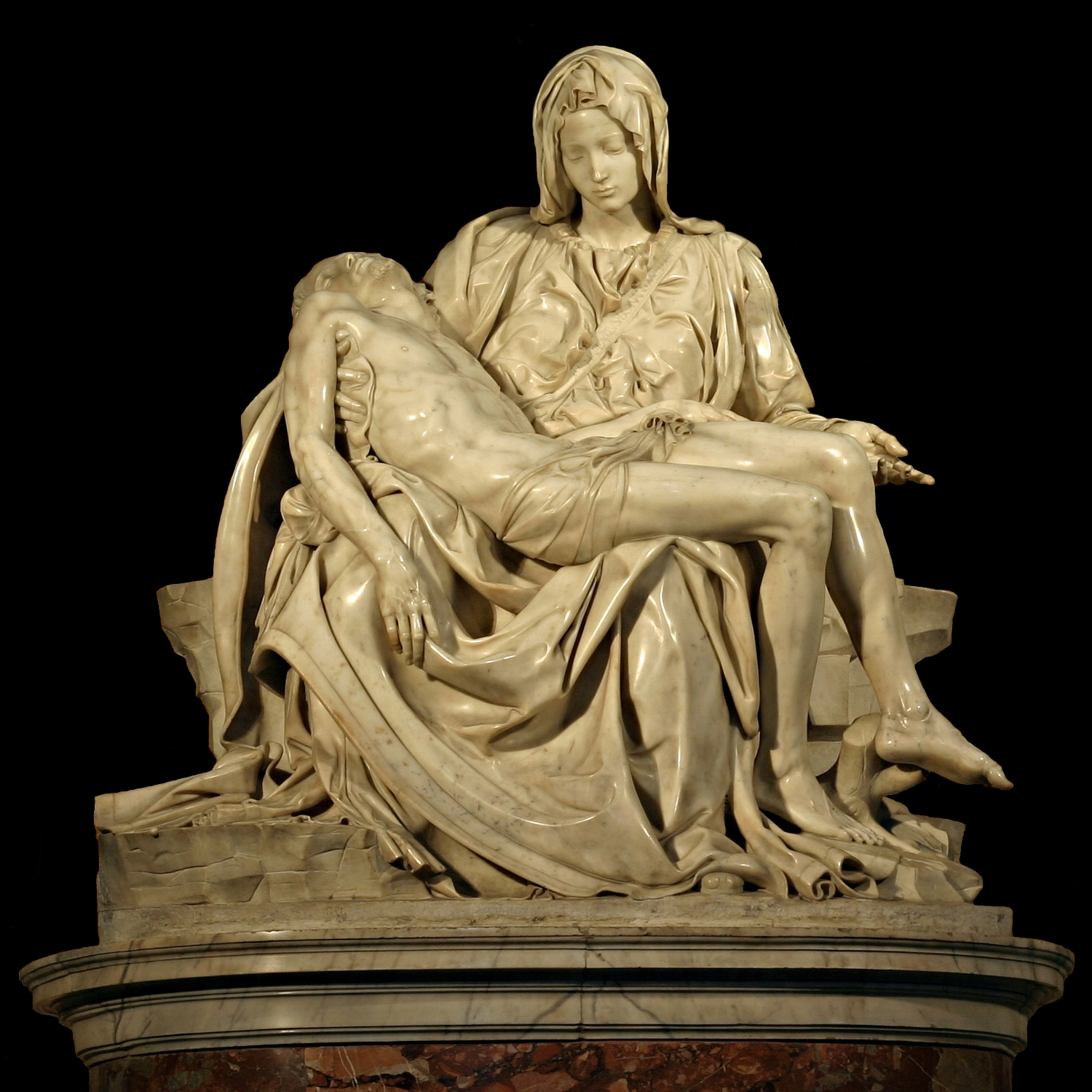
Michelangelo, Pietà, 1497-99, Città del Vaticano, Basilica di San Pietro

Unanimemente annoverata tra i capolavori di Annibale e di tutta la pittura del Seicento, l'unico dato certo che riguarda questa Pietà è la committenza di Odoardo Farnese, attestata da varie fonti.
Ignote invece ne sono sia la destinazione originaria che la data di esecuzione.
Quanto alla prima, il formato del dipinto lascia presumere che l'opera fosse destinata alla devozione privata del committente: essa quindi poteva essere collocata nella cappella di Palazzo Farnese a Roma o di un'altra dimora farnesiana. A quest'ultimo proposito il resoconto seicentesco di un viaggiatore riferisce di una mirabile Pietà di Annibale Carracci vista nel Palazzo Farnese di Caprarola. È dubbio però che questa annotazione si riferisca proprio al dipinto ora a Capodimonte e non piuttosto ad un'opera non ancora identificata (e forse perduta).
Quanto alla data di realizzazione la tela napoletana è collocata, in base a considerazioni stilistiche, tra il 1598 e il 1600.
Come quasi tutte le opere d’arte di proprietà dei Farnese anche la Pietà di Annibale lasciò Roma per Parma per poi trasmigrare di nuovo alla volta di Napoli, ove tuttora si trova. 
Le innumerevoli copie e derivazioni, nonché le tantissime trasposizioni incisorie testimoniano indiscutibilmente l’enorme successo riscosso da questo dipinto, impostosi come vero e proprio canone per la raffigurazione della Pietà in epoca barocca.

## Descrizione e stile

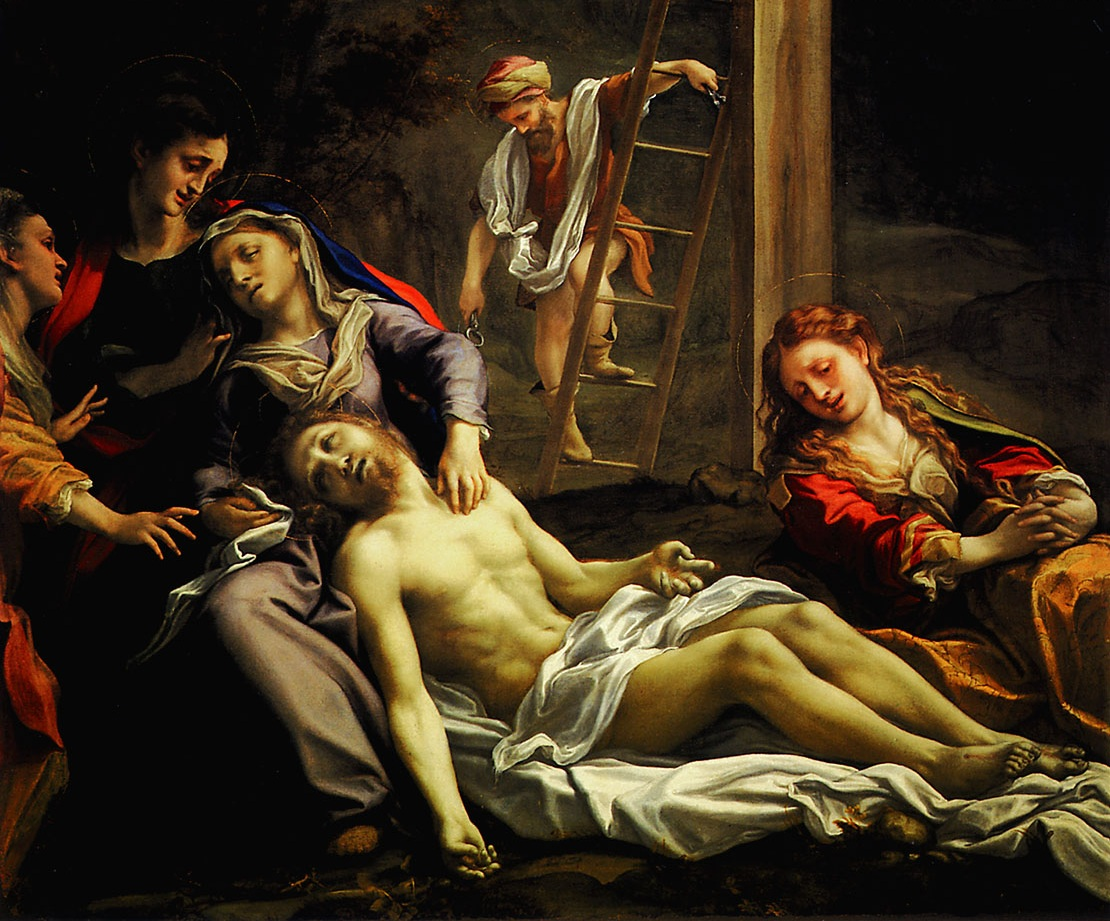
Correggio, Compianto Del Bono, 1524 circa, Galleria nazionale di Parma

Il dipinto di Capodimonte è indubbiamente in rapporto con la celeberrima Pietà vaticana di Michelangelo Buonarroti. 
Tre studi preliminari della Pietà farnesiana conservatisi ci permettono di osservare le riflessioni di Annibale  sul capolavoro vaticano e il modo in cui lo rielaborò. 
Nelle prime versioni della progettazione preliminare del Carracci, la posizione del corpo di Cristo è molto vicina al precedente michelangiolesco, ma a differenza della statua rinascimentale esso non è collocato in grembo alla Vergine ma poggiato sul sepolcro. La Vergine Maria dal canto suo è inginocchiata a fianco di Gesù.
Nell’ultima versione preparatoria la composizione cambia, avvicinandosi a quella che sarà la soluzione definitiva del dipinto: il corpo di Cristo è poggiato con le spalle sulle gambe e sul ventre della Madonna, creando così un intimo collegamento tra i due e in tal modo riavvicinandosi alla scelta di Michelangelo.
Maria però è seduta a terra (e non su un trono come nella statua vaticana) e la spoglia di Gesù ha le gambe sdraiate al suolo, allungate sopra il sudario: elementi questi mutuati dal Compianto Del Bono di Correggio, opera sulla quale Annibale, già nei suoi anni giovanili, aveva concentrato le sue riflessioni e sulla quale era tornato poco prima della realizzazione della Pietà voluta da Odoardo Farnese in una delle sue incisioni più belle, nota come Pietà di Caprarola. 

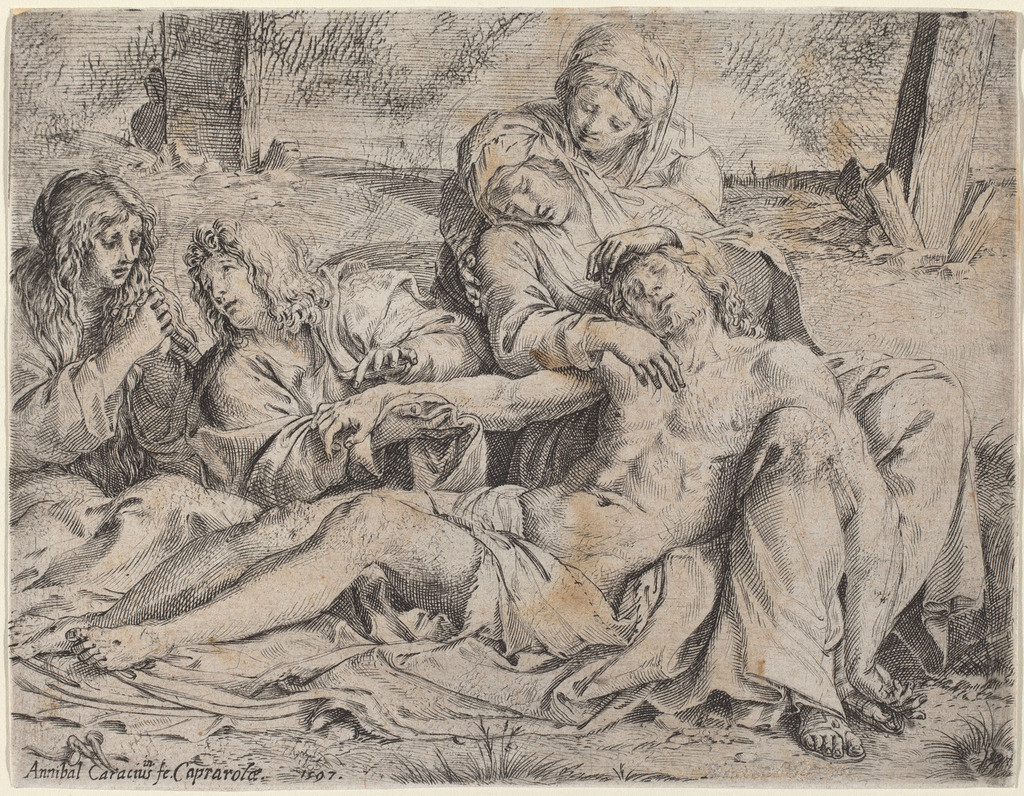
Annibale Carracci, Pietà di Caprarola, 1597

Il risultato finale è un'originale combinazione tra i due modelli rinascimentali: come in Michelangelo, nella Pietà di Annibale si assiste al composto e struggente dolore della Vergine, accentuato da Annibale sia ponendo la nuca di Gesù nella mano destra di Maria, che delicatamente sorregge la testa di suo figlio, sia avvicinando i volti dei due protagonisti attraverso il lieve protendersi del busto della Madonna verso il corpo esanime di Cristo.

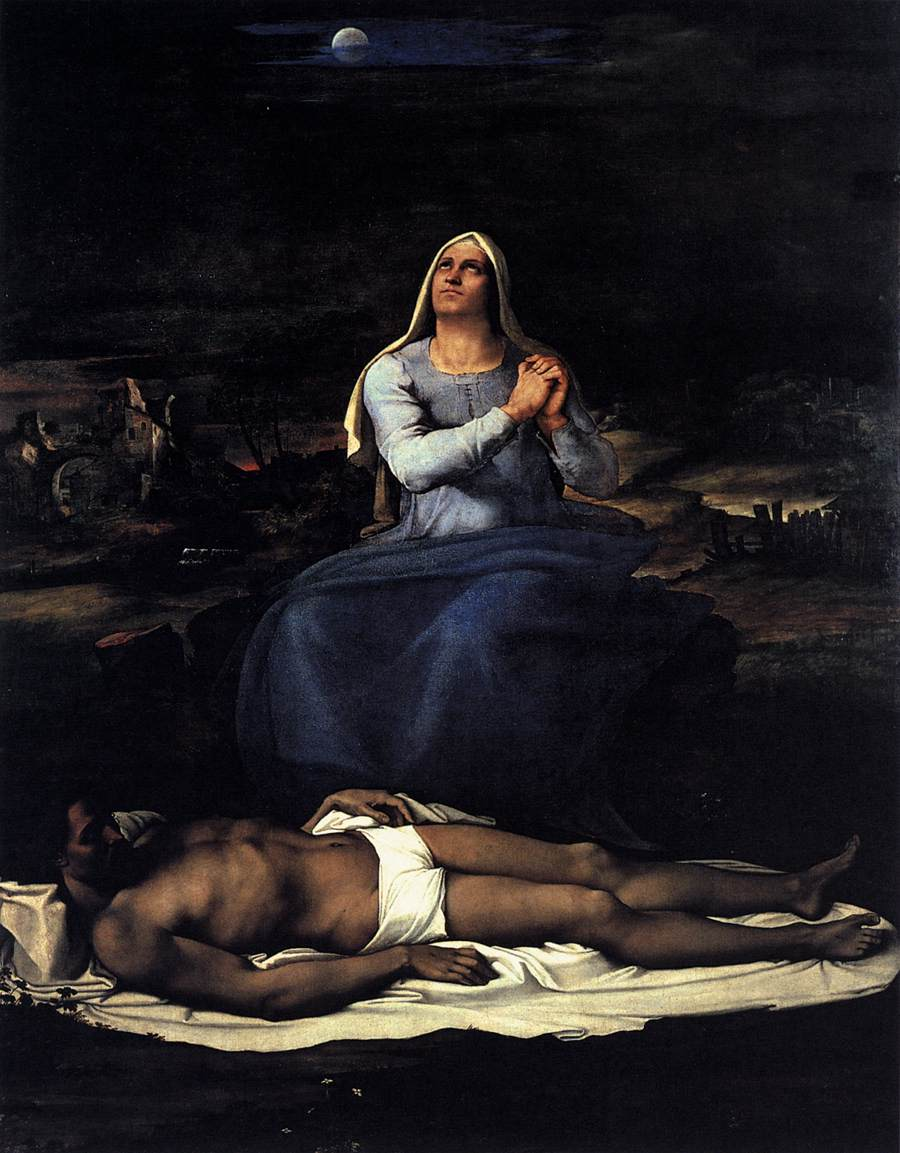
Sebastiano del Piombo, Pietà, 1516-17, Viterbo, Museo civico

Ancora rifacendosi al modello michelangiolesco Annibale adotta uno schema compositivo piramidale nel quale inserisce anche un angioletto che regge la mano sinistra del signore. Un secondo angioletto è discosto sul lato destro della tela e si punge un dito con la corona di spine del Signore. Questo secondo angelo dirige il suo sguardo direttamente all'osservatore e lo invita, con la sua espressione addolorata, a riflettere sulle sofferenze patite da Gesù durante la Passione.
La mano sinistra di Maria, raffigurata in un abile scorcio, è protesa in avanti in un gesto di rassegnato dolore: anche questo dettaglio è un ulteriore omaggio alla statua di Michelangelo.
Tutto il gruppo è collocato innanzi al sepolcro ancora aperto (forse un’allusione alla resurrezione) e poggia sulla terra scabra. Il buio della notte avvolge la madre, il figlio e gli angeli che emergono dalle tenebre grazie agli efficacissimi effetti luministici e ai bellissimi colori che pervadono questo autentico capolavoro di Annibale.
Luce e colore conferiscono al dipinto un’atmosfera di intima emozionalità che rimanda ancora a Correggio. 
Di bellezza apollinea è il corpo di Gesù sul quale le ferite della Passione sono appena accennate. Il vigore scultoreo di Cristo è associato al momento di massima attenzione del Carracci per la statuaria antica e per i grandi del Rinascimento romano, legato alla realizzazione degli affreschi della volta della Galleria Farnese. Per questa ragione la Pietà di Napoli è ritenuta opera sostanzialmente contemporanea alla decorazione del soffitto della Galleria del Palazzo del cardinal Farnese.
Non sono mancati in passato accostamenti di quest'opera di Annibale ai precedenti di Sebastiano del Piombo (altro specialista sul tema della Pietà), artista ben noto al Carracci, anche perché varie opere del pittore veneziano erano possedute da Odoardo Farnese.

## Disegni preparatori di Annibale
La pertinenza dei tre disegni che seguono alla Pietà di Capodimonte fu evidenziata da Rudolf Wittkower e mai messa in discussione dagli studi successivi. 

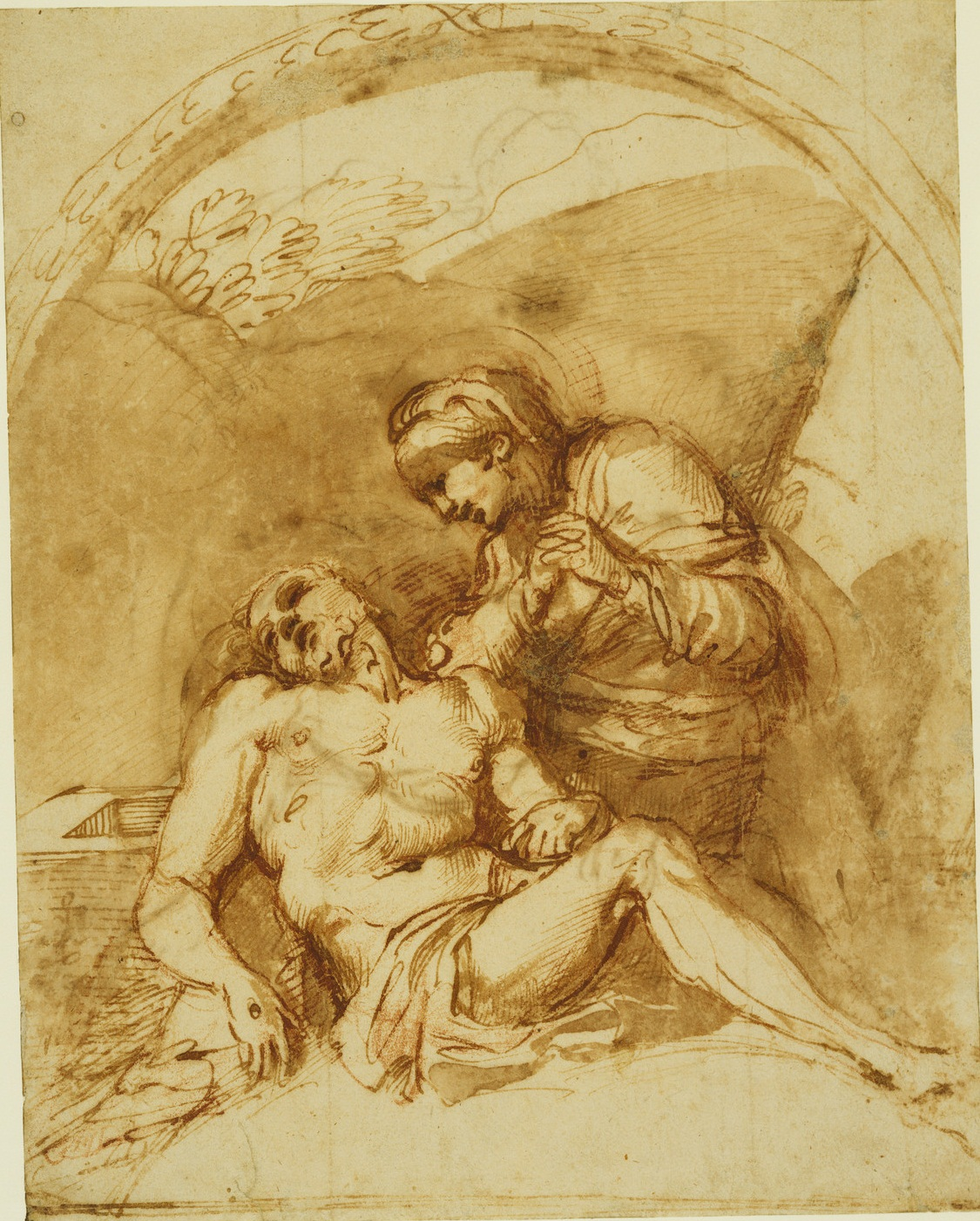
Castello di Windsor, Royal Collection
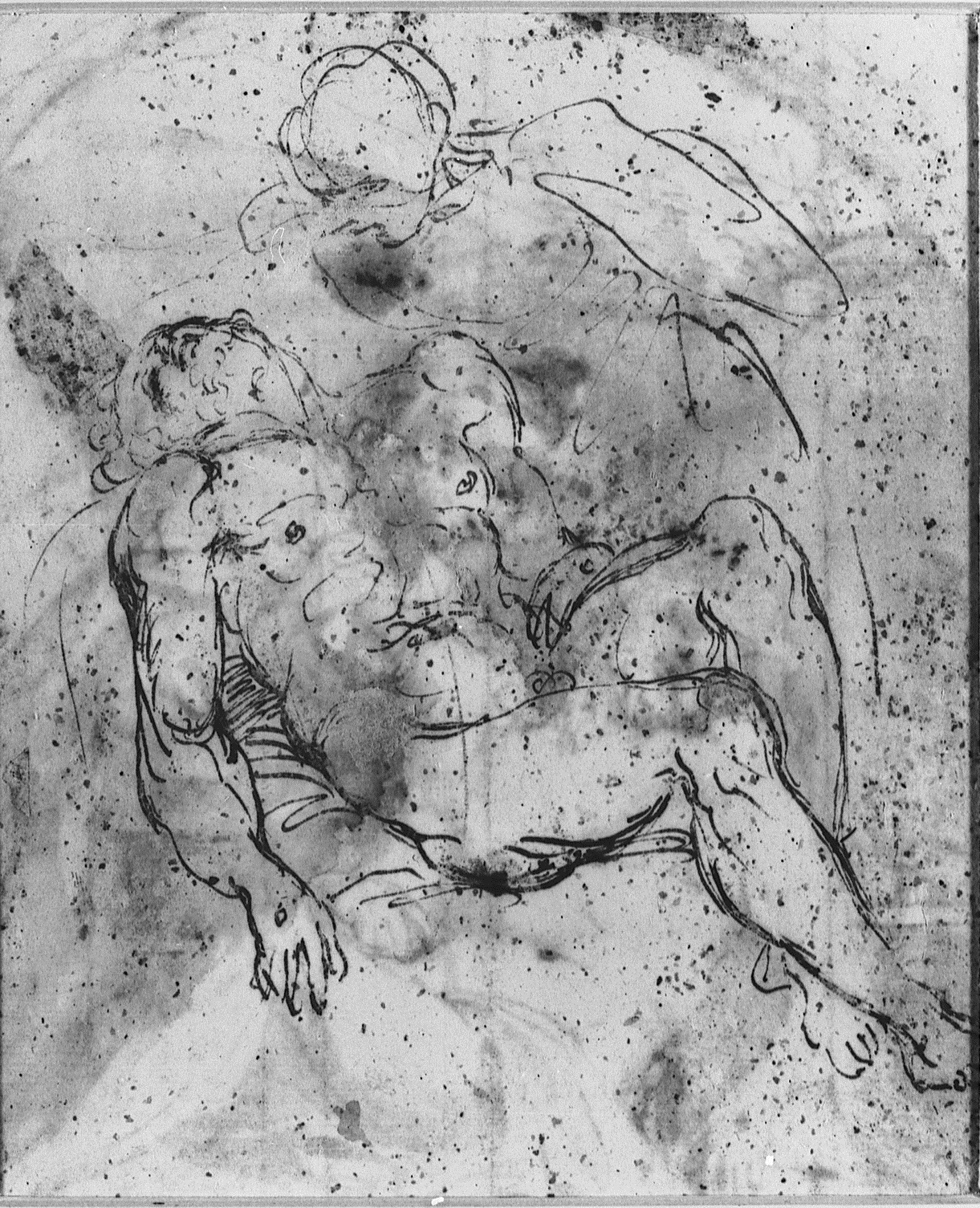
Castello di Windsor, Royal Collection
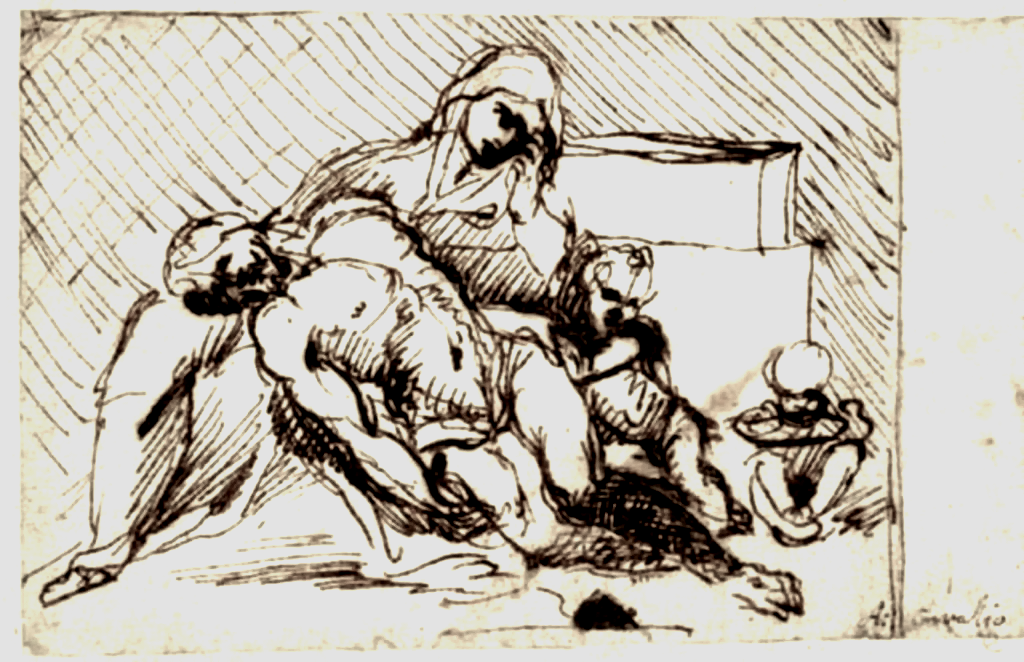
Collezione privata

## Incisioni
L'enorme fortuna degli affreschi della Galleria Farnese suscitò un più generale interesse per la riproduzione grafica dell'opera di Annibale Carracci. La Pietà farnesiana fu tra le opere che più attrasse l'attenzione e venne riprodotta - lungo l'arco di tutto il Seicento ed ancora ad inizio Settecento - da incisori di varie parti d'Europa.

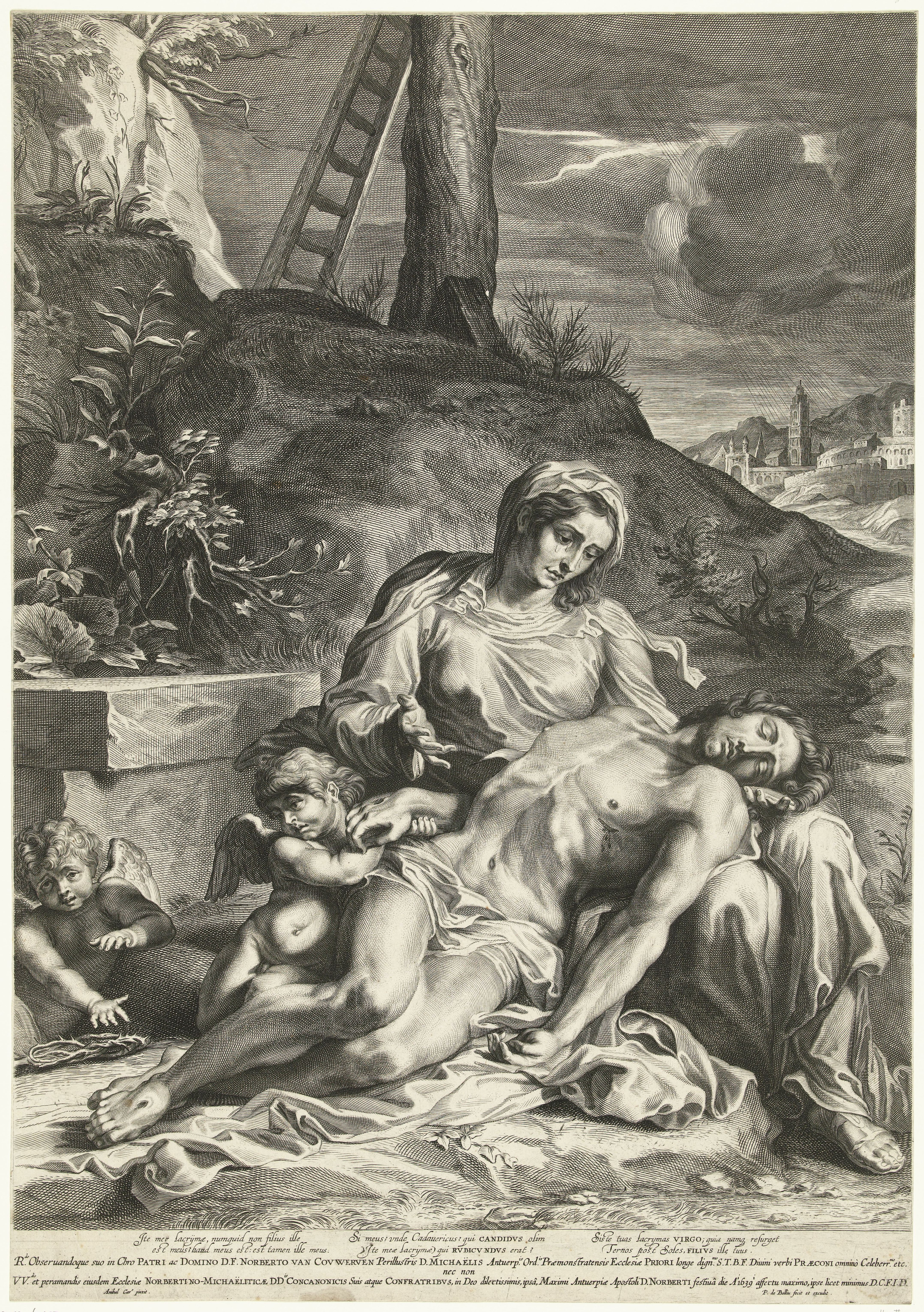
Incisione di Pieter de Bailliu
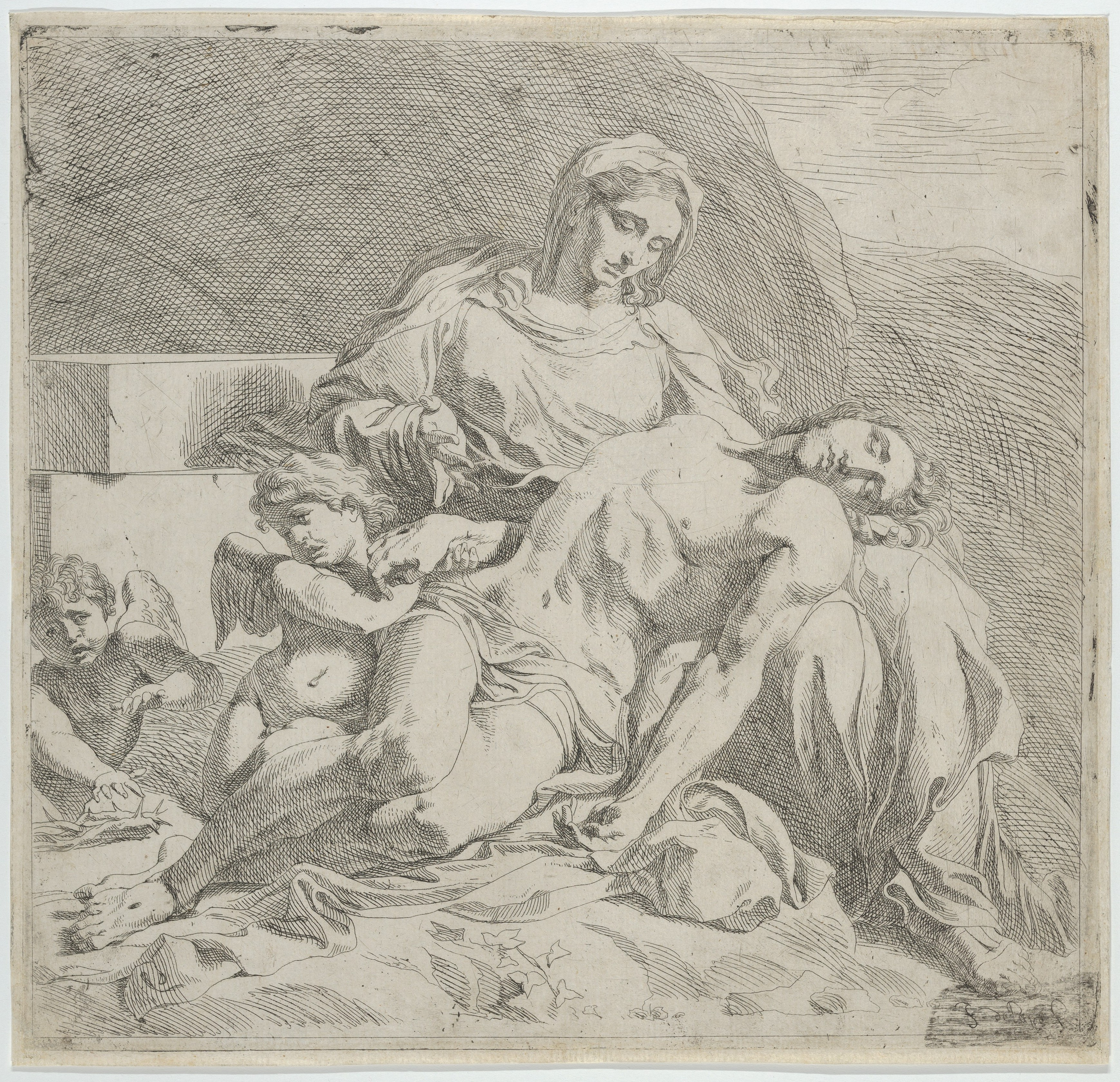
Incisione di Joost de Pape
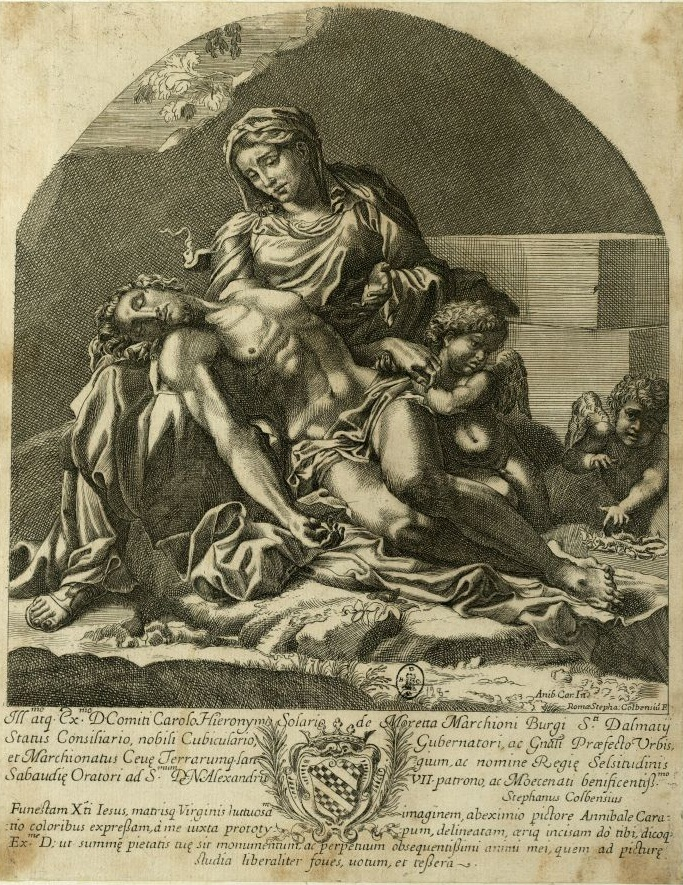
Incisione di Stephan Colbenschlag
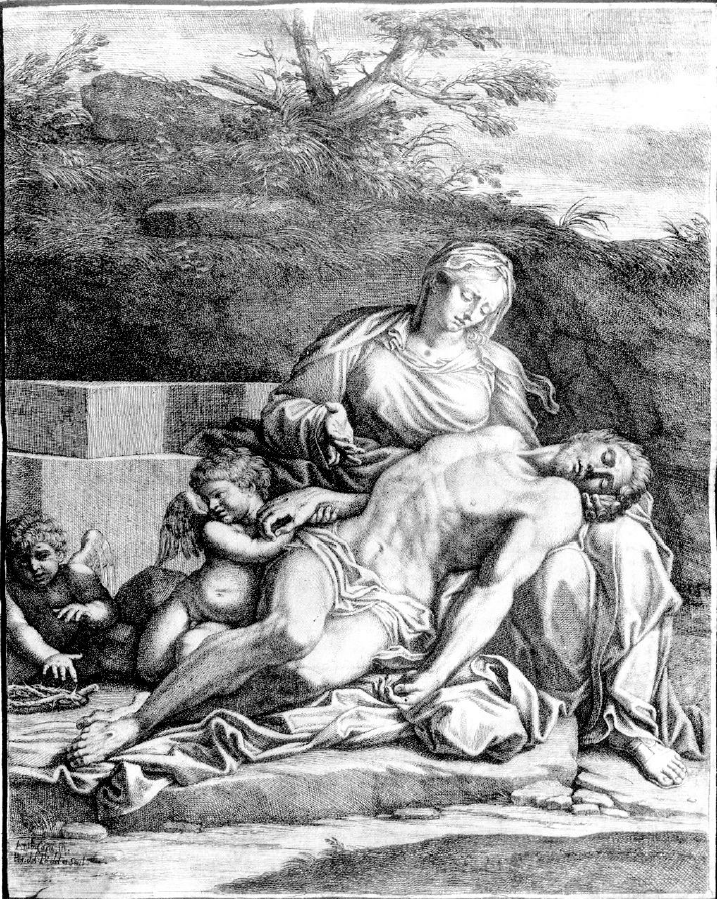
Incisione di Pietro del Pò
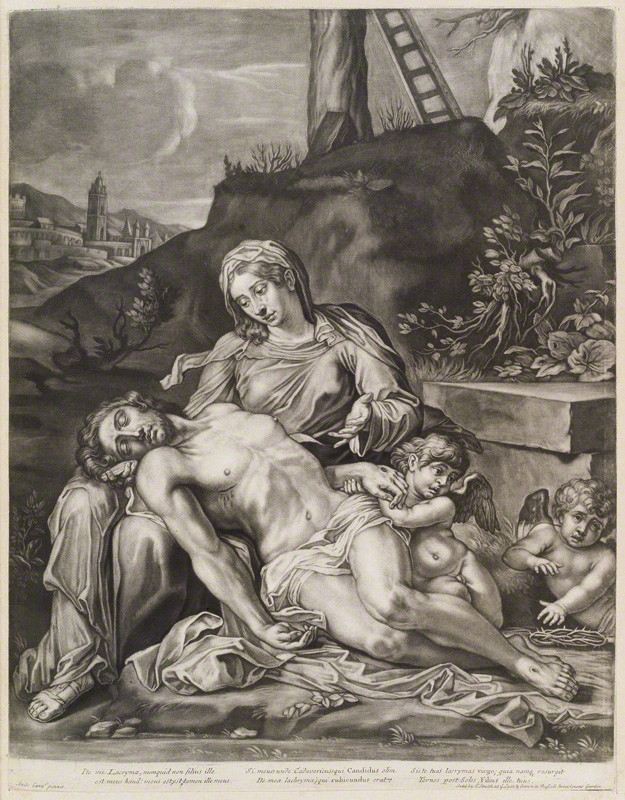
Incisione di Isaac Beckett
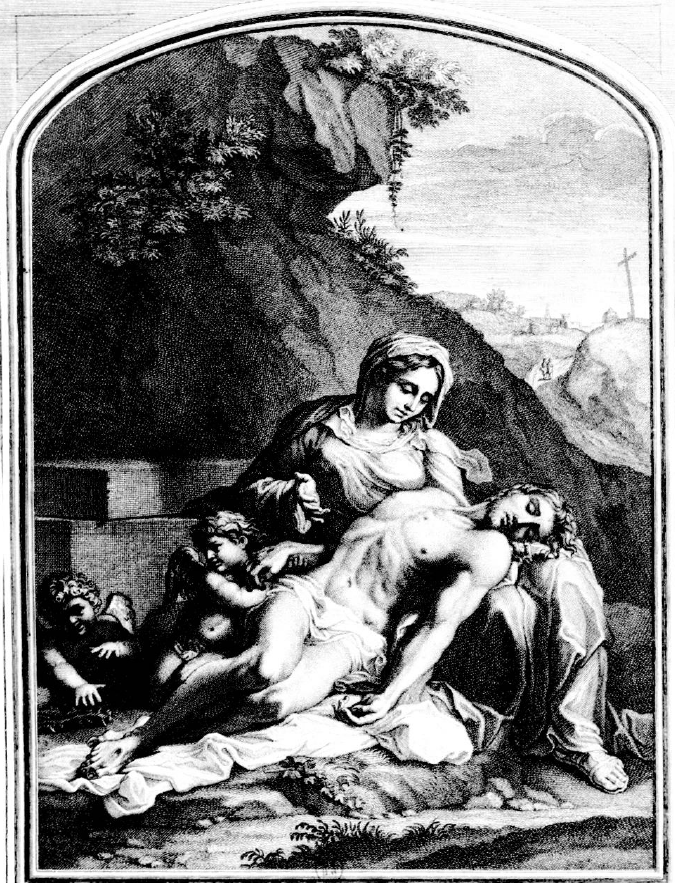
Incisione di Jean-Baptiste Haussard
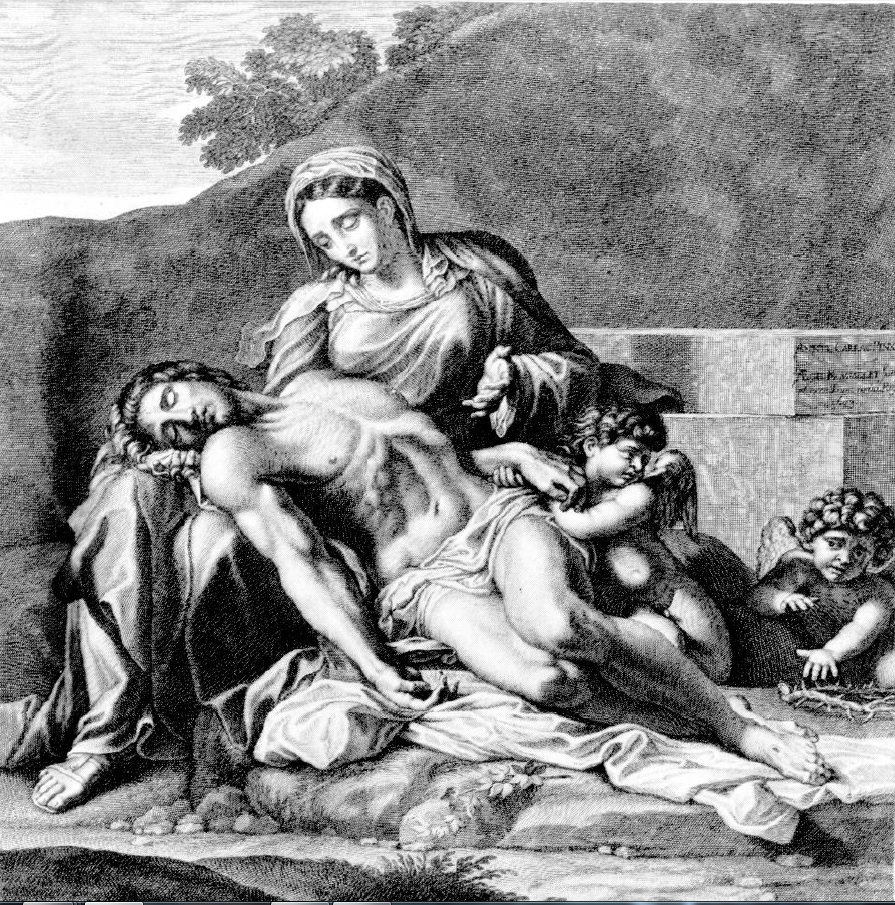
Incisione di Gilles Rousselet
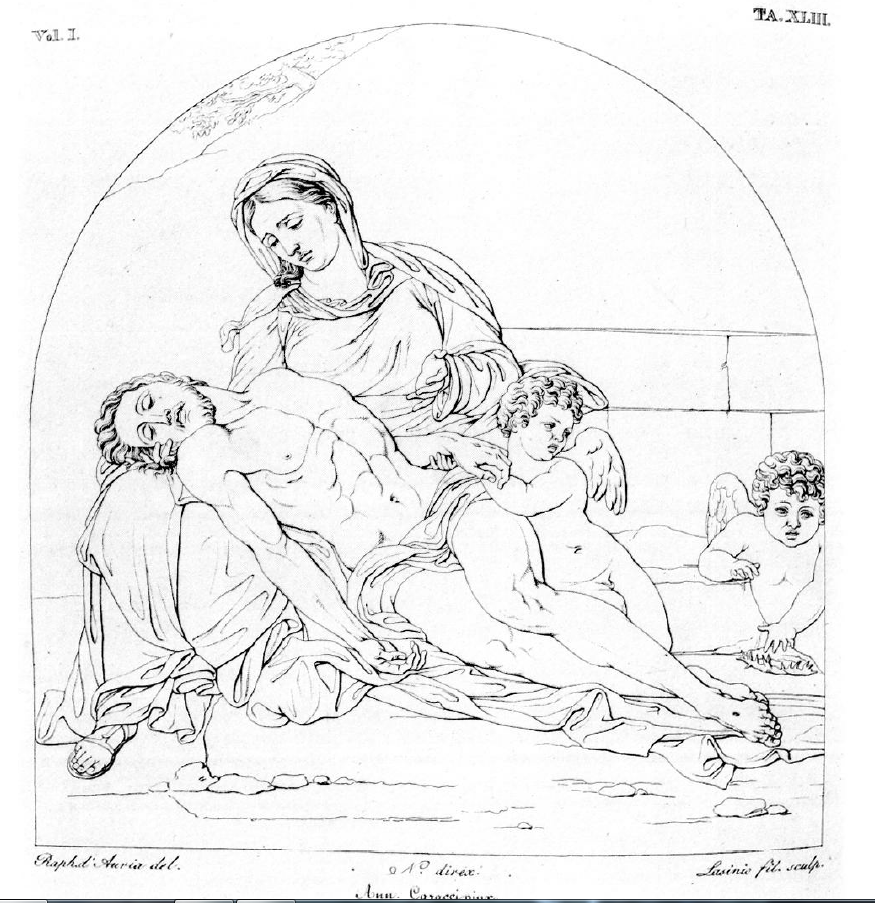
Incisione di Giovanni Paolo Lasinio

## Copie e derivazioni
Molteplici sono le copie e le derivazioni tratte dalla Pietà di Annibale. Talvolta si tratta di opere modeste, in altri casi di dipinti di alta qualità. Tra le copie vere e proprie, la migliore attualmente conosciuta è quella della Galleria Doria Pamphilj in passato ritenuta replica autografa dello stesso Carracci. Talora le copie sono verosimilmente basate su una delle tante incisioni ricavate dal dipinto come si evince dall'effetto in controparte. 
Tra le derivazioni si segnala un dipinto ora in Palazzo Barberini attribuito a Ludovico Carracci. 

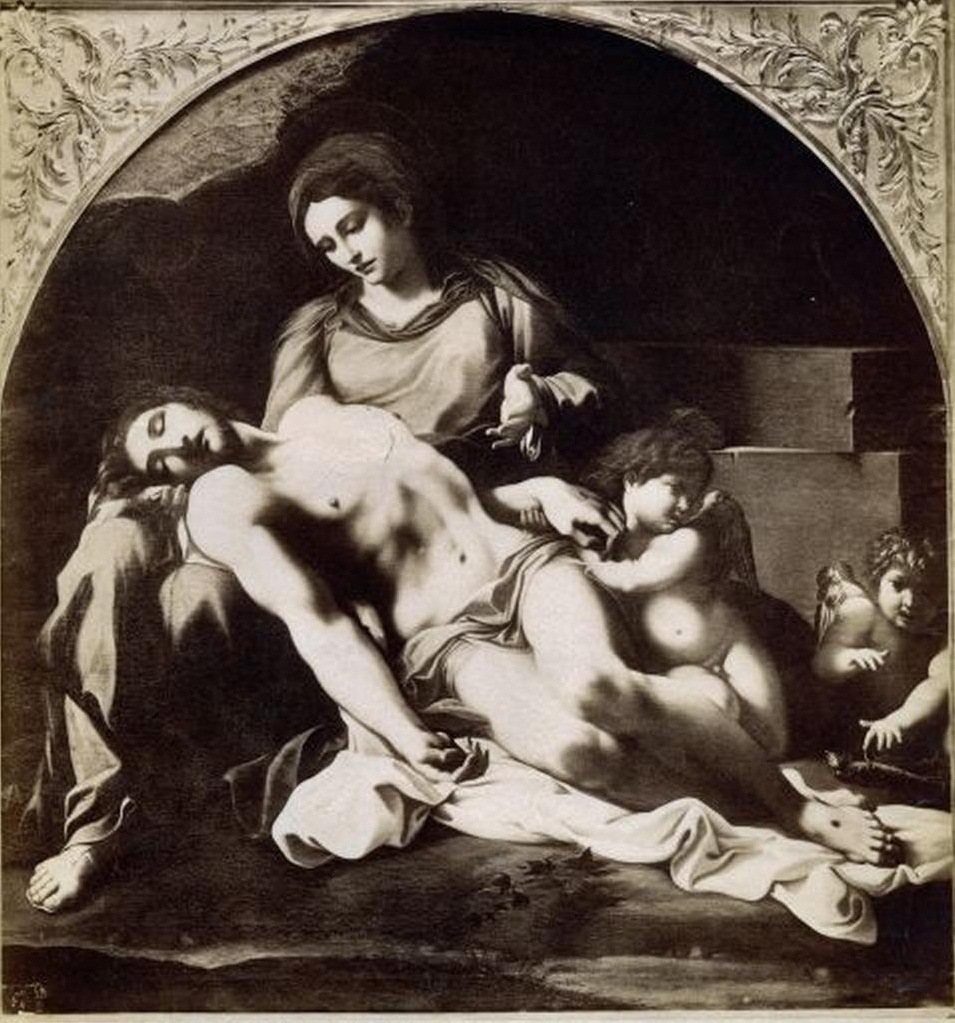
Copia della Galleria Doria Pamphilj
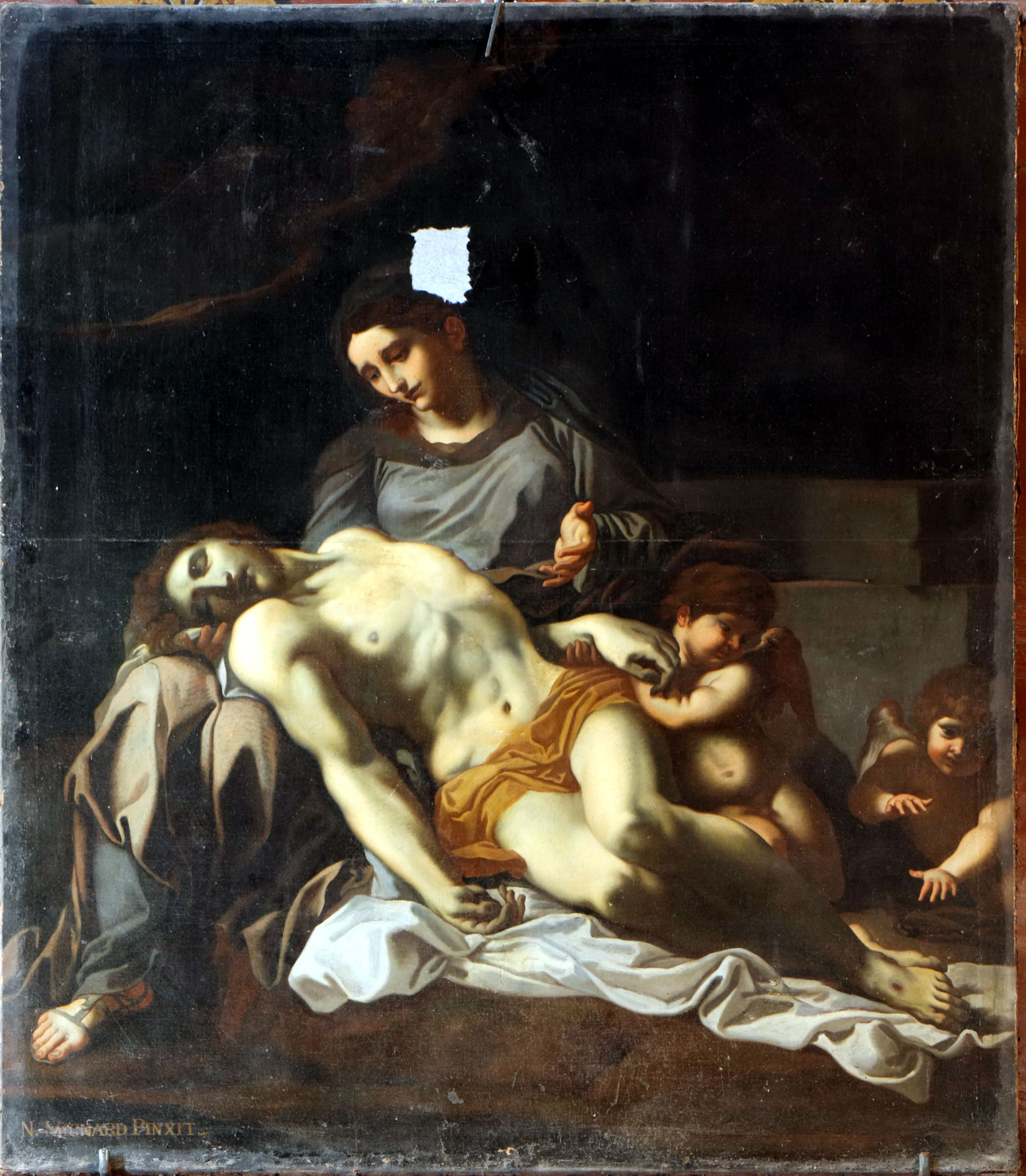
Copia eseguita da Nicolas Mignard, Palazzo dei Papi di Avignone
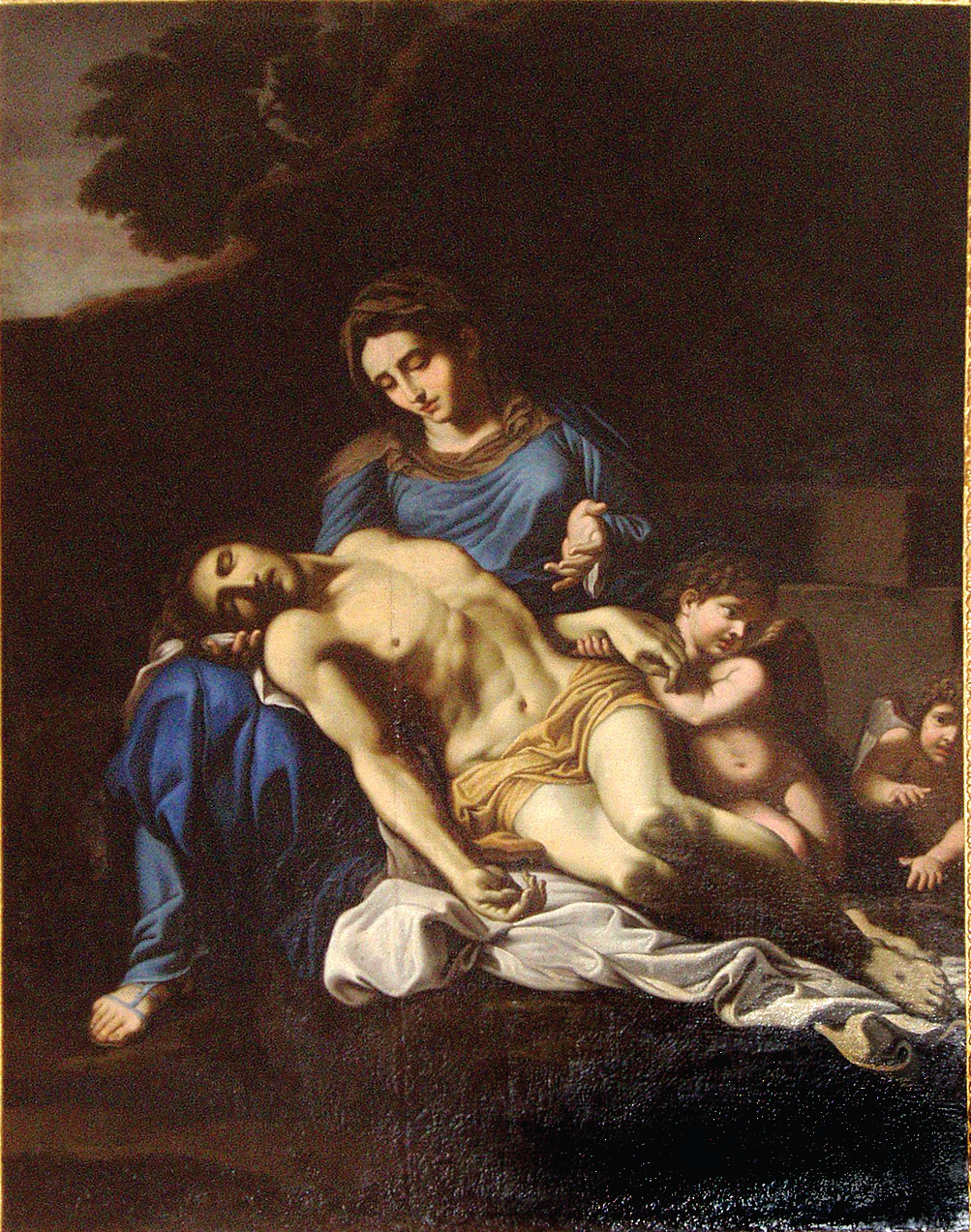
Copia eseguita da Pierre Mignard, chiesa di San Nicola, Marignane
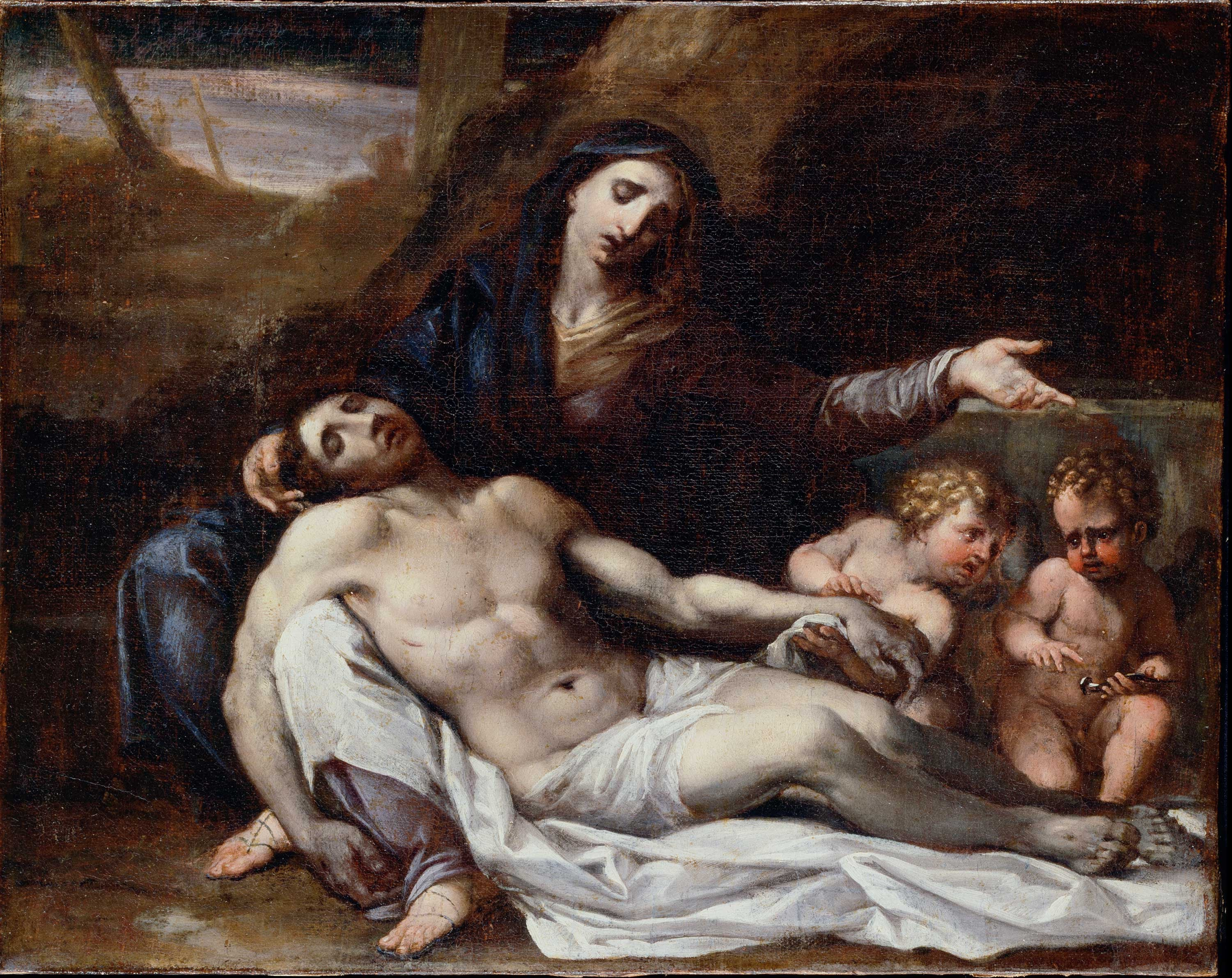
Copia con varianti della Dulwich Picture Gallery
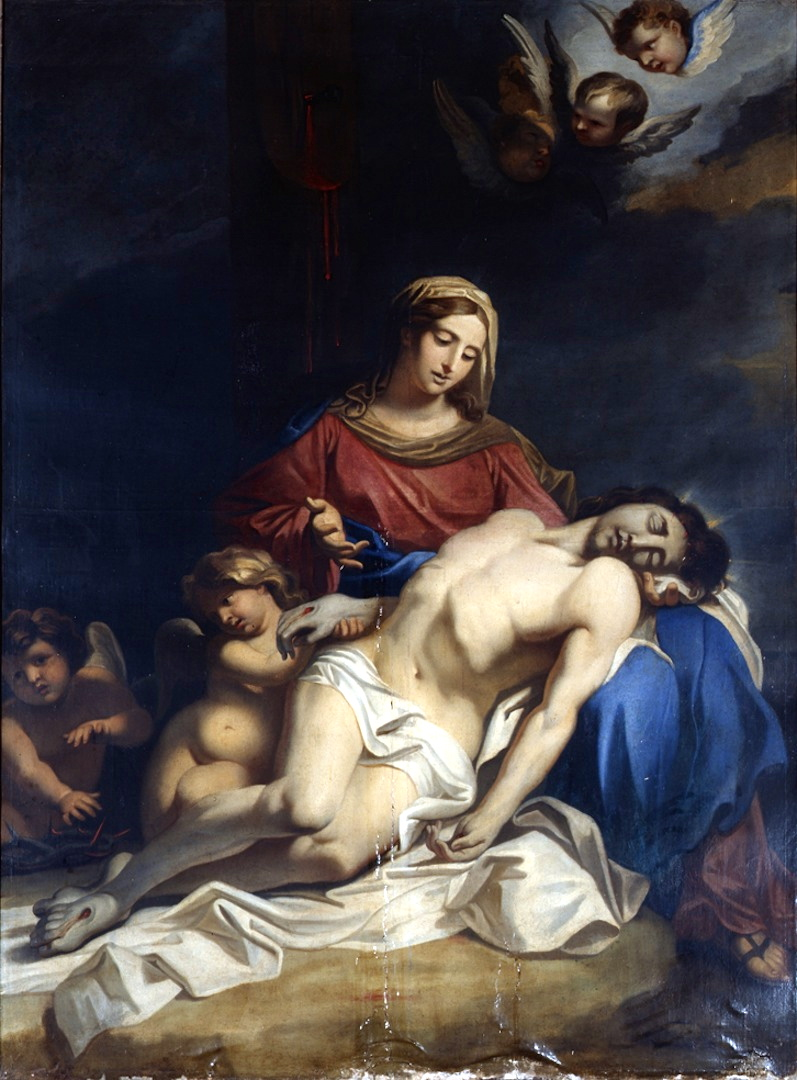
Copia della chiesa dei Santi Pietro e Paolo di Gonesse
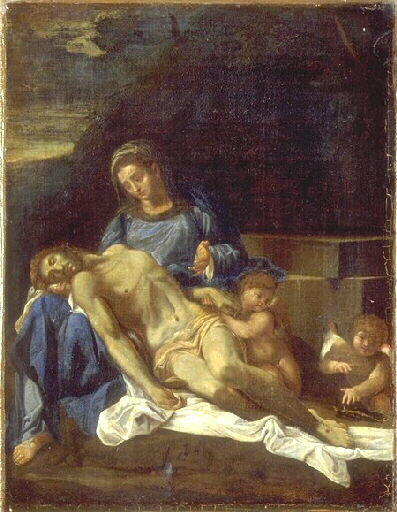
Copia del Museo di belle arti di Valenciennes
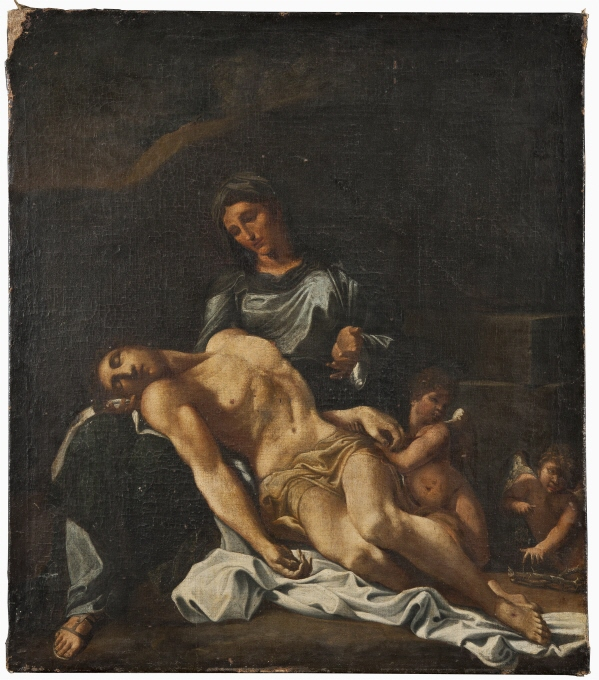
Copia del Nationalmuseum di Stoccolma
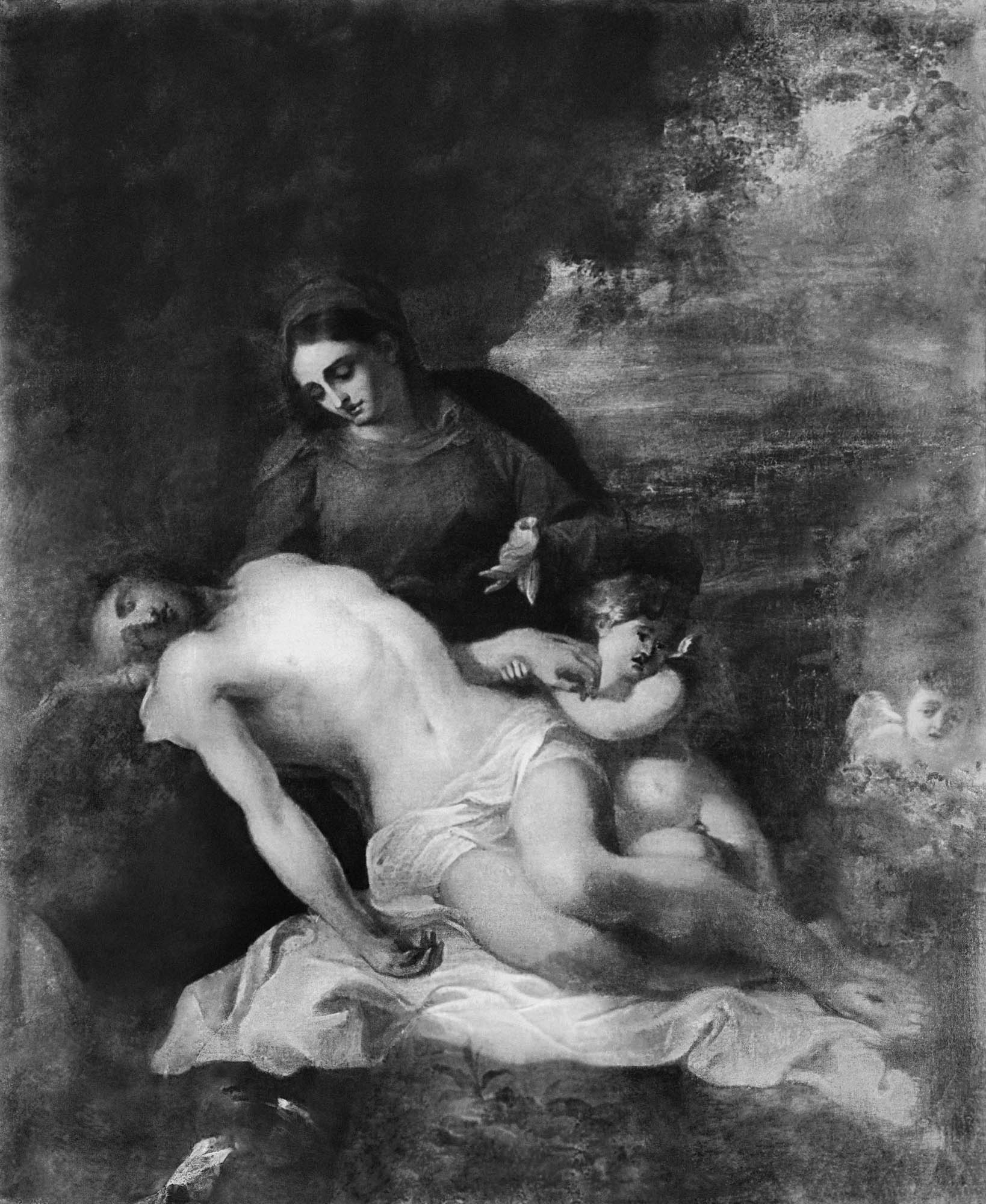
Copia della Royal Collection
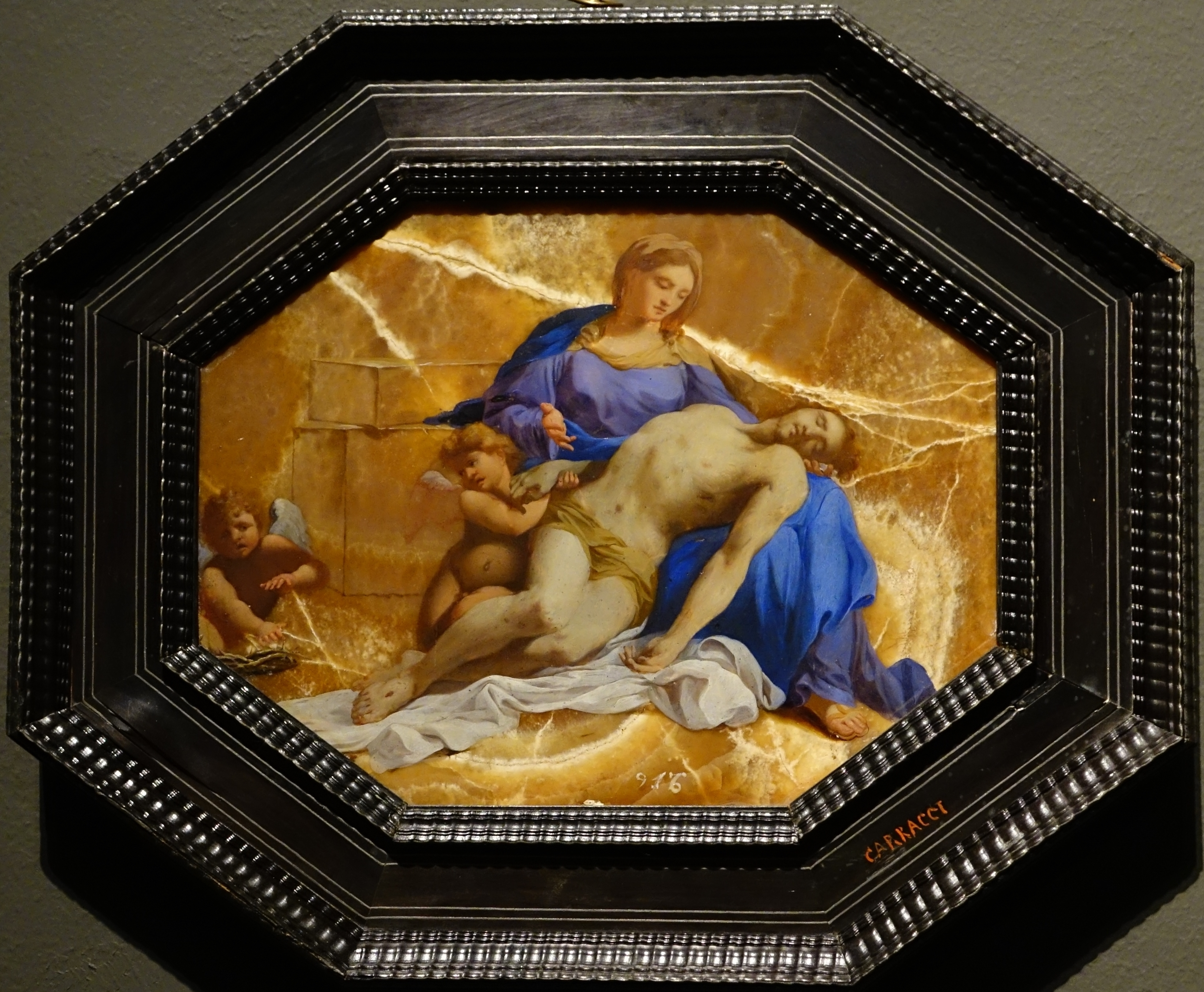
Simone Cantarini, Monastero dell'Escorial
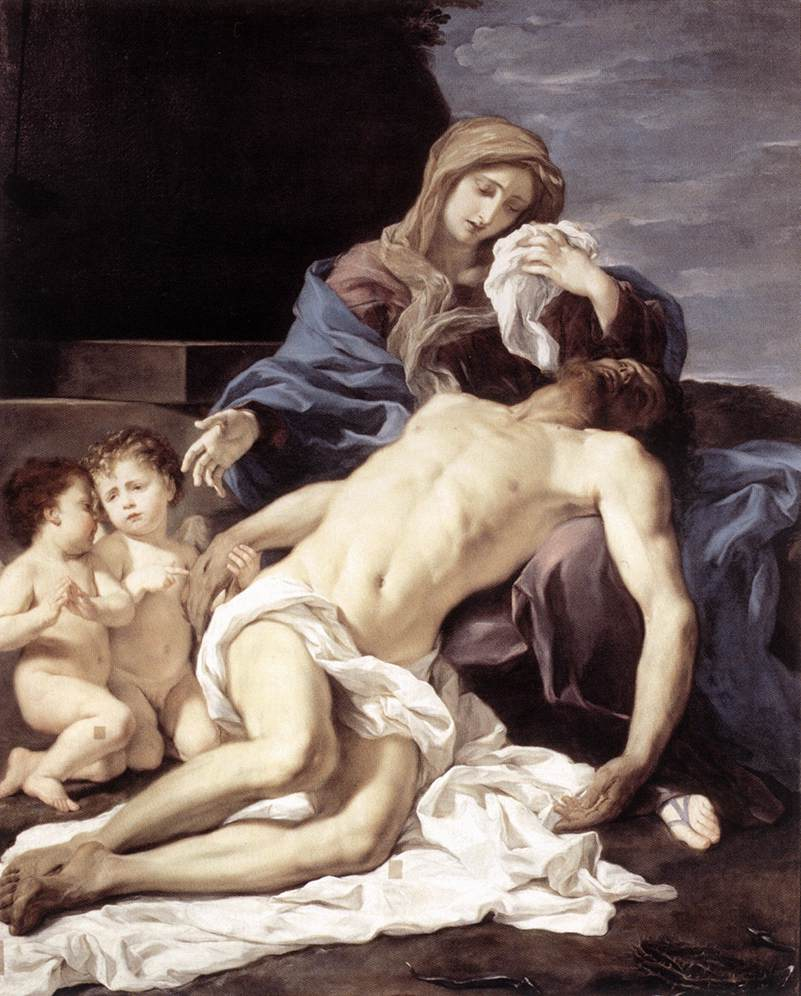
Giovanni Battista Gaulli, Galleria nazionale d'arte antica
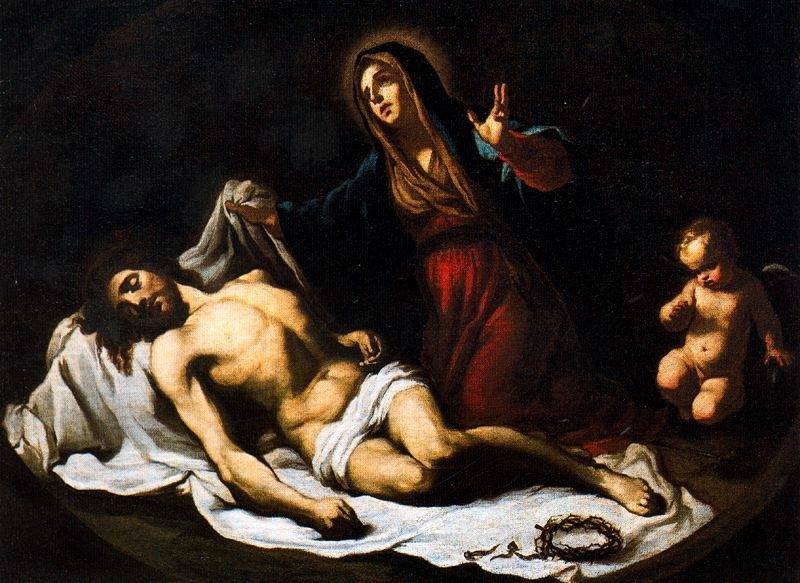
Ludovico Carracci (opera attribuita), Galleria nazionale d'arte antica

## La Pietà di Annibale e la Deposizione di Caravaggio

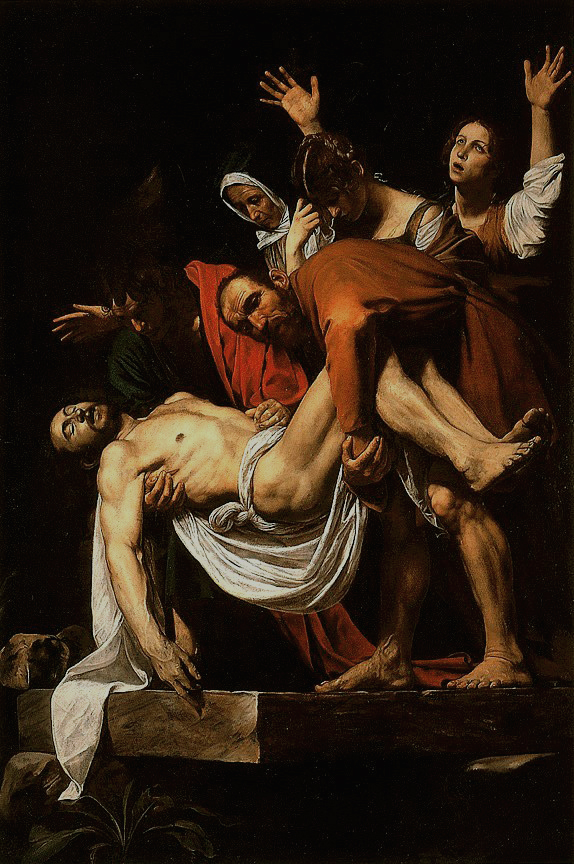
La Deposizione di Caravaggio

Poco dopo la realizzazione della Pietà di Annibale, Roma si arricchiva di un altro mirabile capolavoro dedicato ad un momento della Passione di Cristo: la Deposizione dipinta dal Caravaggio (1602-1604) per una cappella della chiesa di Santa Maria in Vallicella (ed ora nella Pinacoteca Vaticana).
Vari studi colgono una relazione tra questo dipinto e la Pietà di Capodimonte: la prova magistrale di Annibale avrebbe stimolato il Merisi a fornire a sua volta una personale reinterpretazione della scultura di Michelangelo, cui anche la Deposizione di Caravaggio guarda.
Si tratta di uno dei non pochi episodi di quel dialogo a distanza tra Annibale Carracci e Michelangelo Merisi che si svolse a Roma, tra la fine del Cinquecento e l'inizio del Seicento, dove i due pittori venuti dal Nord, ognuno dal canto suo, gettavano le basi per un radicale e duraturo cambiamento della pittura in Italia e in Europa. 
Dialogo fatto di scambievoli influenze, forse di competizione, ma anche di reciproca stima.

## L'influenza su Van Dyck
La Pietà di Annibale esercitò un rilevante influsso sulla pittura successiva. Il caso probabilmente più significativo in questo senso è costituito dal durevole impatto che quest'opera ebbe sulla produzione di un maestro del calibro di Antoon van Dyck che evidentemente ebbe modo di studiare il capolavoro del Carracci durante i suoi soggiorni romani dei primi anni Venti del Seicento.
In vari compianti di Van Dyck (tema affrontato molte volte dal pittore fiammingo) si riscontrano evidenti riprese della Pietà di Capodimonte (e talora anche dell'incisione di Caprarola) quali una generale assonanza compositiva, la bellezza scultorea di Cristo, il particolare della mano del Signore delicatamente sorretta da uno degli astanti.

Van Dyck, 1629, Anversa, Koninklijk Museum voor Schone Kunsten
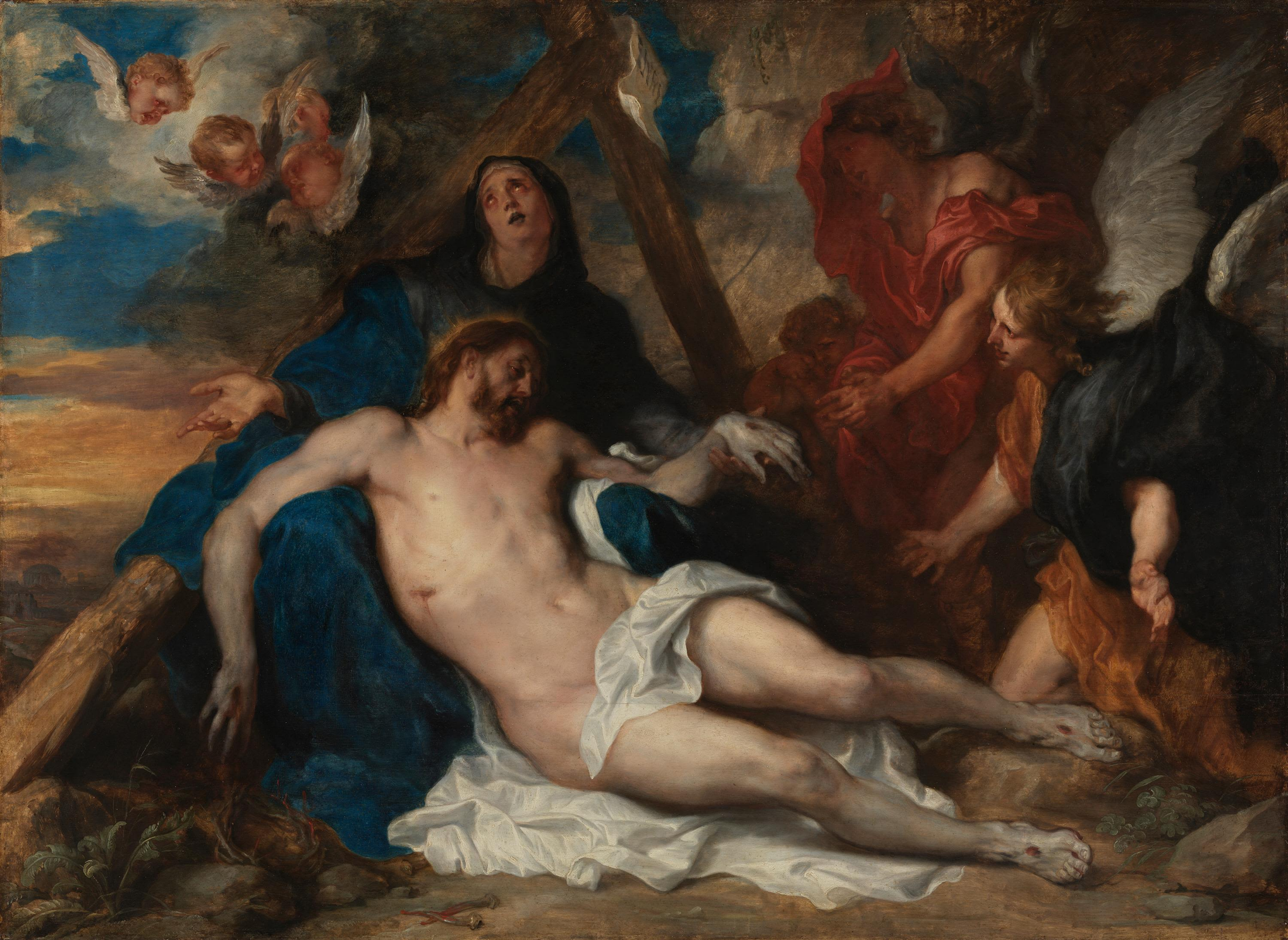
Van Dyck, 1634, Monaco di Baviera, Alte Pinakothek
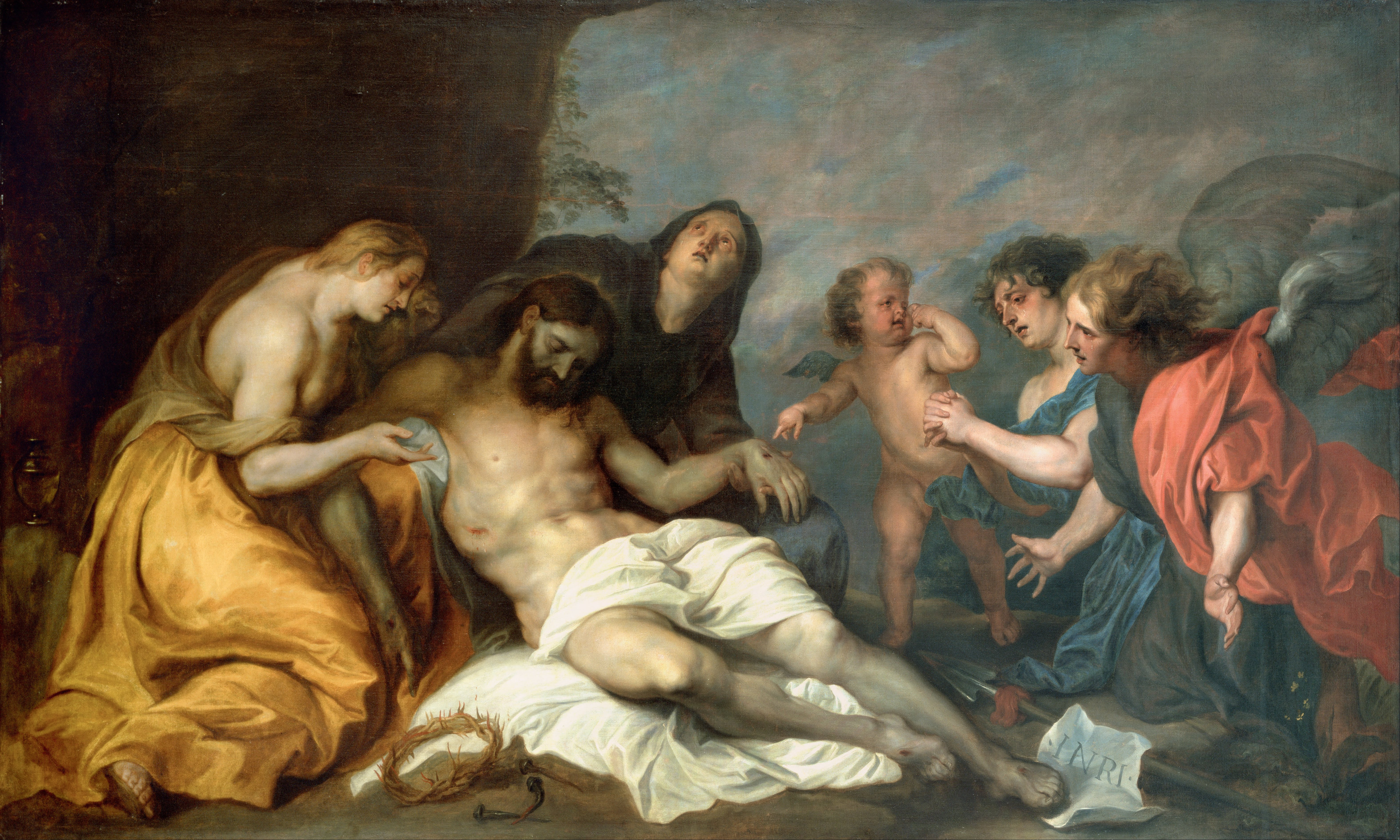
Van Dyck, 1634-40, Bilbao, Museo di Belle Arti
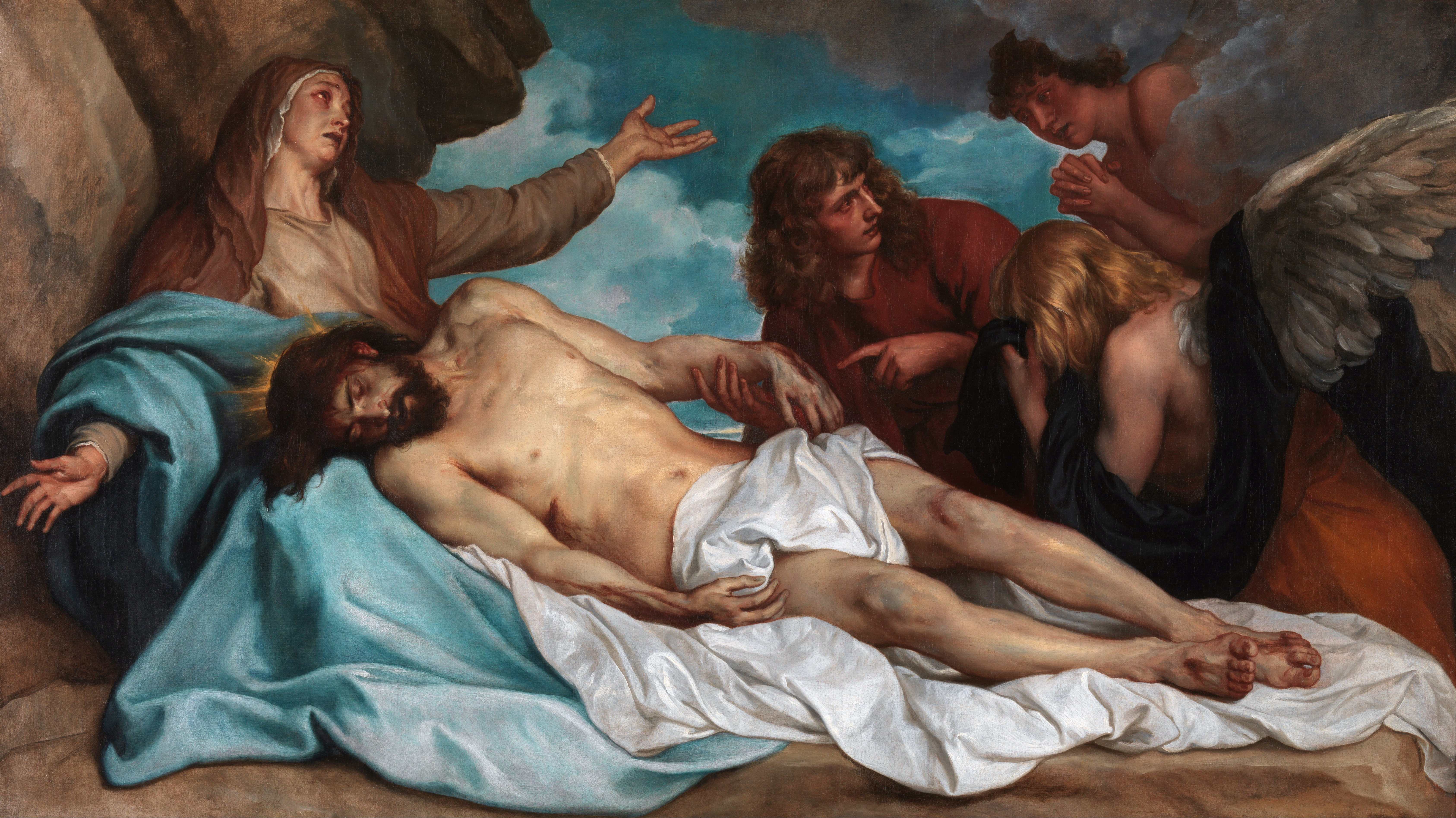
Van Dyck, 1635, Anversa, Koninklijk Museum voor Schone Kunsten